# Nathaniel Wood
Nathaniel Wood (Londra, 5 agosto 1993) è un artista marziale misto inglese.
Combatte nella divisione dei pesi piuma nella federazione statunitense UFC. In passato ha combattuto nella categoria dei pesi gallo.

## Risultati nelle arti marziali miste
| Risultato | Record | Avversario            | Metodo                             | Evento                                       | Data              | Round | Tempo | Città                          | Note                                               |
| --------- | ------ | --------------------- | ---------------------------------- | -------------------------------------------- | ----------------- | ----- | ----- | ------------------------------ | -------------------------------------------------- |
| Sconfitta | 20-6   | Muhammad Naimov       | Decisione (unanime)                | UFC 294                                      | 21 ottobre 2023   | 3     | 5:00  | Abu Dhabi, Emirati Arabi Uniti |                                                    |
| Vittoria  | 20-5   | Andre Fili            | Decisione (unanime)                | UFC Fight Night: Aspinall vs. Tybura         | 22 luglio 2023    | 3     | 5:00  | Londra, Inghilterra            |                                                    |
| Vittoria  | 19-5   | Charles Jourdain      | Decisione (unanime)                | UFC Fight Night: Gane vs. Tuivasa            | 3 settembre 2022  | 3     | 5:00  | Parigi, Francia                |                                                    |
| Vittoria  | 18-5   | Charles Rosa          | Decisione (unanime)                | UFC Fight Night: Blaydes vs. Aspinall        | 23 luglio 2022    | 3     | 5:00  | Londra, Inghilterra            | Debutto nei pesi piuma                             |
| Sconfitta | 17-5   | Casey Kenney          | Decisione (unanime)                | UFC 254: Khabib vs. Gaethje                  | 24 ottobre 2020   | 3     | 5:00  | Abu Dhabi, Emirati Arabi       | Incontro catchweight (140 lbs). Fight of the Night |
| Vittoria  | 17-4   | John Castañeda        | Decisione (unanime)                | UFC on ESPN: Whittaker vs. Till              | 26 luglio 2020    | 3     | 5:00  | Abu Dhabi, Emirati Arabi       |                                                    |
| Sconfitta | 16-4   | John Dodson           | KO tecnico (pugni)                 | UFC Fight Night: Anderson vs. Błachowicz 2   | 15 febbraio 2020  | 3     | 0:16  | Rio Rancho, Stati Uniti        |                                                    |
| Vittoria  | 16-3   | José Alberto Quiñónez | Sottomissione (rear-naked choke)   | UFC Fight Night: Till vs. Masvidal           | 16 marzo 2019     | 2     | 2:46  | Londra, Inghilterra            |                                                    |
| Vittoria  | 15-3   | Andre Ewell           | Sottomissione (rear-naked choke)   | UFC 232: Jones vs. Gustavsson                | 29 dicembre 2018  | 3     | 4:18  | Inglewood, Stati Uniti         |                                                    |
| Vittoria  | 14-3   | Johnny Eduardo        | Sottomissione (D'Arce choke)       | UFC Fight Night: Rivera vs. Moraes           | 1 giugno 2018     | 2     | 2:18  | Utica, Stati Uniti             | Performance of the Night                           |
| Vittoria  | 13-3   | Luca Iovine           | KO (pugno)                         | Cage Warriors 92                             | 24 marzo 2018     | 1     | 0:50  | Londra, Inghilterra            | Difende il titolo pesi gallo Cage Warriors         |
| Vittoria  | 12-3   | Josh Reed             | KO tecnico (pugni)                 | Cage Warriors 86                             | 17 settembre 2017 | 1     | 2:19  | Londra, Inghilterra            | Difende il titolo pesi gallo Cage Warriors         |
| Vittoria  | 11-3   | Marko Kovacevic       | KO (pugni)                         | Cage Warriors 84                             | 2 giugno 2017     | 1     | 3:41  | Londra, Inghilterra            | Vince il titolo pesi gallo Cage Warriors           |
| Vittoria  | 10-3   | Vaughan Lee           | KO tecnico (pugni)                 | Cage Warriors 82                             | 1 aprile 2017     | 2     | 4:22  | Liverpool, Inghilterra         |                                                    |
| Vittoria  | 9-3    | Chase Morton          | Sottomissione (rear naked choke)   | Bellator 158                                 | 16 luglio 2016    | 2     | 0:48  | Londra, Inghilterra            |                                                    |
| Sconfitta | 8-3    | Alan Philpott         | KO tecnico (stop medico)           | BAMMA 24: Ireland vs. England                | 26 febbraio 2016  | 3     | 3:40  | Dublino, Irlanda               | Per il titolo pesi gallo Lonsdale                  |
| Vittoria  | 8-2    | Bryan Creighton       | Decisione (unanime)                | BAMMA 23: Night of Champions                 | 14 novembre 2015  | 3     | 5:00  | Birmingham, Inghilterra        |                                                    |
| Vittoria  | 7-2    | Thiago Aguiar         | Decisione (unanime)                | Phoenix Fight Night 27                       | 12 settembre 2015 | 3     | 5:00  | Bournemouth, Inghilterra       |                                                    |
| Sconfitta | 6-2    | Mike Cutting          | Sottomissione (armbar)             | BAMMA 18: Duquesnoy vs. Klaczek              | 21 febbraio 2015  | 1     | 3:26  | Wolverhampton, Inghilterra     |                                                    |
| Vittoria  | 6-1    | Steve McCombe         | KO tecnico (infortunio al braccio) | Cage Warriors 74                             | 15 novembre 2014  | 1     | 2:23  | Londra, Inghilterra            |                                                    |
| Vittoria  | 5-1    | Alexander Bilobrovka  | Sottomissione (triangle choke)     | UCMMA 39                                     | 3 maggio 2014     | 1     | 0:34  | Londra, Inghilterra            |                                                    |
| Vittoria  | 5-1    | Alexander Bilobrovka  | Sottomissione (triangle choke)     | UCMMA 39                                     | 3 maggio 2014     | 1     | 0:34  | Londra, Inghilterra            |                                                    |
| Sconfitta | 4-1    | Ed Arthur             | Sottomissione (rear naked choke)   | BAMMA 15: Thompson vs. Selmani               | 5 aprile 2014     | 3     | 1:48  | Londra, Inghilterra            |                                                    |
| Vittoria  | 4-0    | Abdullah Saleh        | KO                                 | UCMMA 38                                     | 1 febbraio 2014   | 1     | 0:22  | Londra, Inghilterra            |                                                    |
| Vittoria  | 3-0    | Grisha Adams          | Sottomissione (triangle choke)     | UCMMA 35                                     | 3 agosto 2013     | 1     | 3:01  | Londra, Inghilterra            |                                                    |
| Vittoria  | 2-0    | Damo Weeden           | KO tecnico (pugni)                 | Fusion Fighting Championship - Reality Check | 9 febbraio 2013   | 2     | 2:10  | Epsom, Inghilterra             |                                                    |
| Vittoria  | 1-0    | James Humphries       | KO tecnico (pugni)                 | Fusion Fighting Championship – Breakthrough  | 18 febbraio 2012  | 2     | 0:33  | Epsom, Inghilterra             |                                                    |